# Київ у мініатюрі
Парк «Київ у мініатюрі», знаходиться в Києві на території Гідропарку.

## Історія
Відкрився 23 червня 2006 року.

## Основні експонати
На території «маленького міста» площею 1,8 га розташовані 48 макетів сучасного міста Київ у масштабі 1:33. У міні-Києві «проживають» близько 700 мешканців. У парку існують свій Майдан Незалежності, аеропорт «Бориспіль», залізничний вокзал, Андріївська церква, Собор святої Софії, Головний корпус КПІ, чотири мости, телевежа, пам'ятники Б. Хмельницькому, Володимиру Великому, засновникам Києва та багато інших різноманітних споруд.

## Галерея

Костьол Святого Миколая
Головний корпус КПІ
Собор святої Софії
Воскресінська церква
Богдан Хмельницький
Національний банк України
Маріїнський палац
Володимир Великий
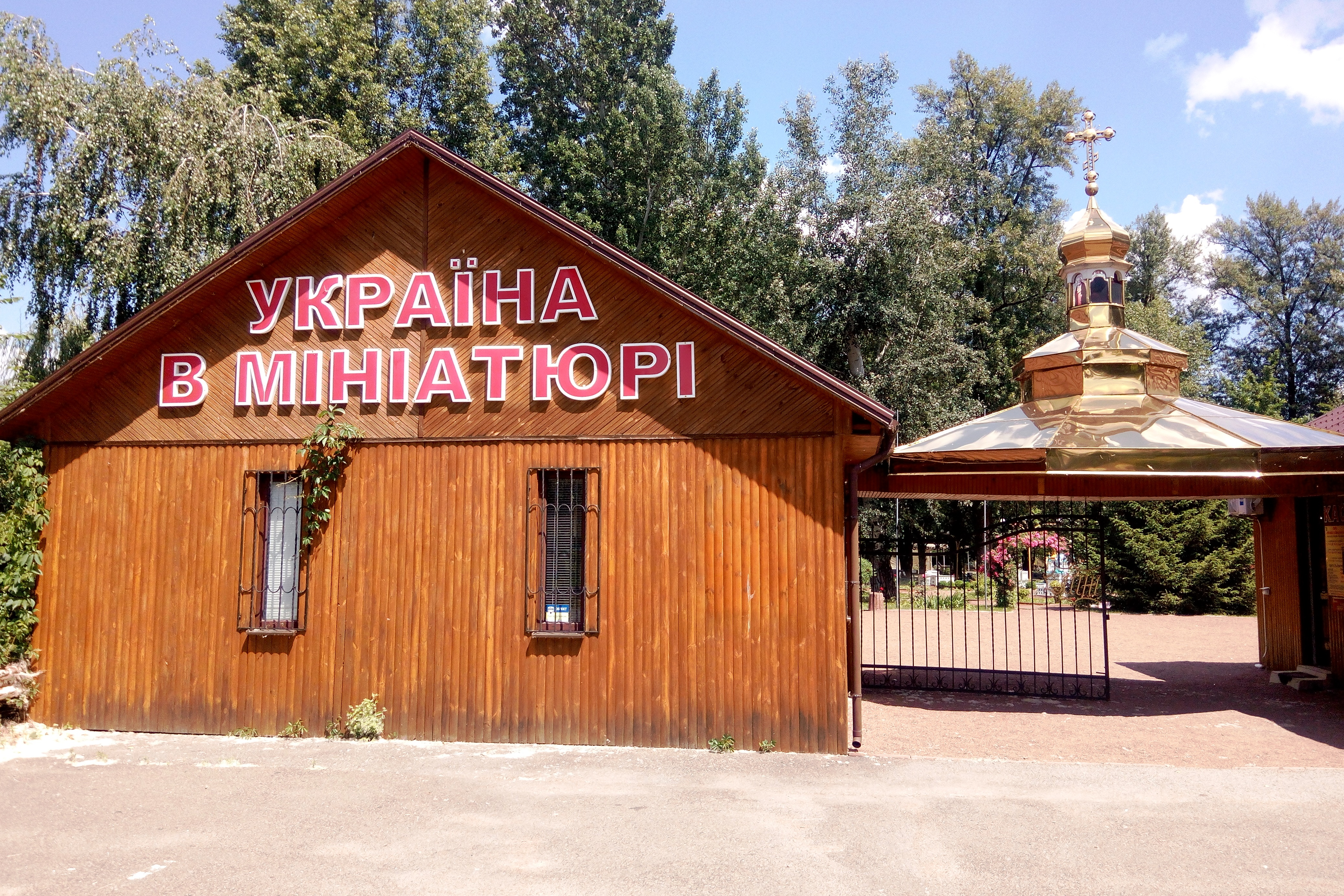
Вхід в парк "Україна в мініатюрі"
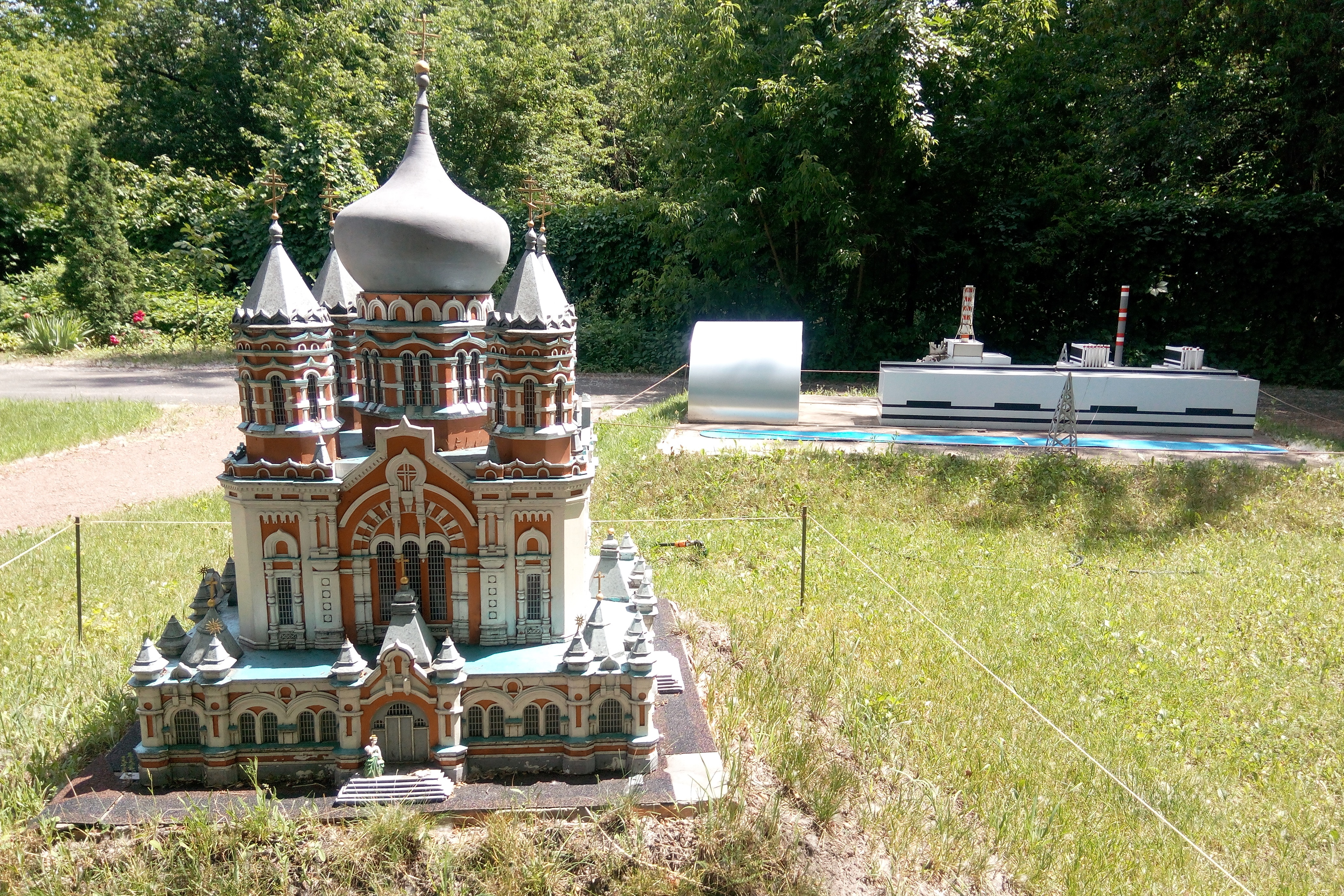
Собор святого Пантелеймона і вид на ЧАЕС